# Curtomerus glabrus
Curtomerus glabrus är en skalbaggsart som först beskrevs av Fisher 1932.  Curtomerus glabrus ingår i släktet Curtomerus och familjen långhorningar.
Artens utbredningsområde är Kuba. Inga underarter finns listade i Catalogue of Life.